# Cá mập thiên thần Indonesia
Cá mập thiên thần Indonesia, tên khoa học Squatina legnota, là một loài cá mập trong chi Squatina, chi duy nhất còn sinh tồn trong họ và bộ của nó. Loài này được Last & W. T. White miêu tả khoa học đầu tiên năm 2008.

## Hình ảnh

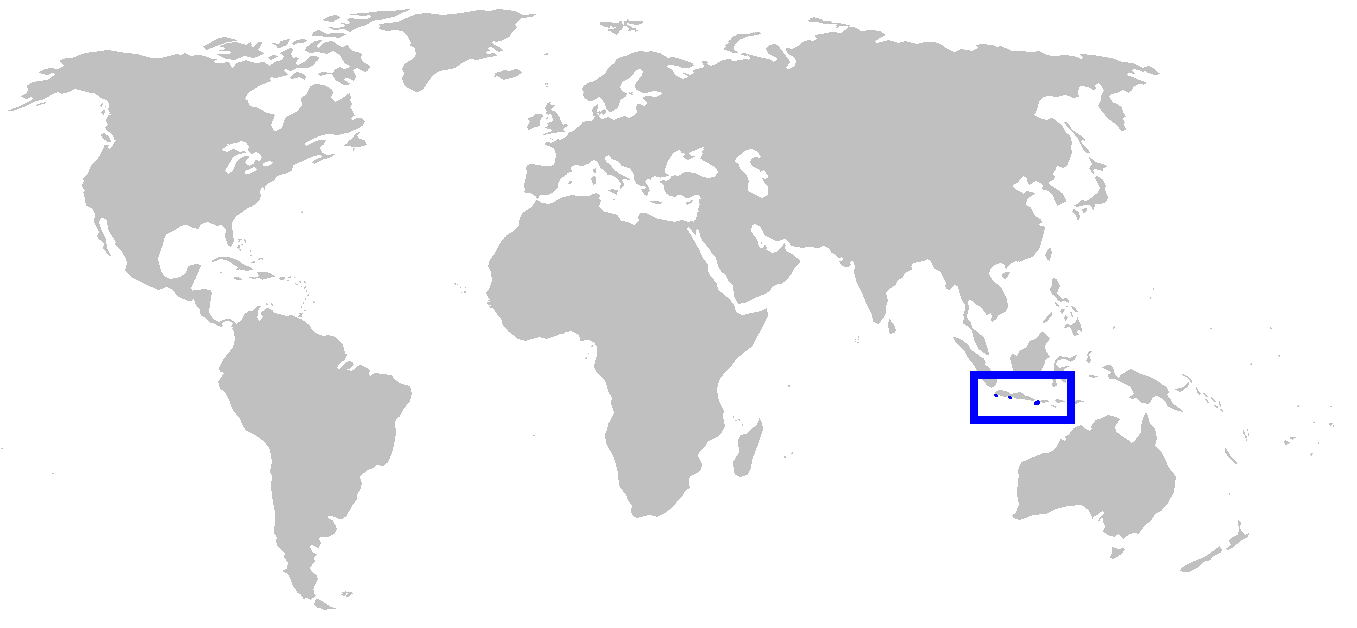